# Bartholomeus Georgienitz
Bartholomeus Georgienitz (* 1506 in Mala Mlaka bei Zagreb; † 1566 in Rom), auch Bartolomej Đurđević oder Bartolomej Georgijevićs, war ein kroatischer Schriftsteller und Autor des ersten lateinisch-kroatischen Wörterbuchs.

## Biographie
In der Schlacht bei Mohács in Ungarn wurde er gefangen genommen und lebte anschließend etwa 13 Jahre lang als Sklave im Osmanischen Reich. Dabei führte ihn seine Gefangenschaft erst nach Rumelien, später dann nach Anatolien. Nachdem sein erster Fluchtversuch gescheitert war, gelang es ihm in die syrische Wüste zu flüchten, die er rund ein Jahr durchwanderte. Nach einer Station in einem Franziskanerkloster in Jerusalem gelangte er wieder nach Europa, wo er 1544 in Louvain nachzuweisen ist. Seine Erlebnisse prägten sein Werk zentral. Unablässig warnte er vor den Gefahren durch eine osmanische Invasion.
Seine Schriften, die in zahlreichen Sprachen gedruckt wurden, waren unter den Gelehrten der Zeit beliebt. Sie wurden unter anderem von Papst Julius III., dem Kaiser des Heiligen Römischen Reichs Karl V. und dem Reformator Martin Luther gelesen.
Zusammen mit dem Reformator Philipp Melanchthon brachte er 1560 eine Schrift über das Osmanische Reich in frühneuhochdeutscher Sprache heraus.
Wegen der Besetzung seiner Heimat durch das Osmanische Reich kehrte er dorthin nicht mehr zurück und ließ sich schließlich 1552 in Rom nieder, wo er auch verstarb.

## Werke
- De Turcarum ritu et ceremoniis, additis etiam plurimum dictionibus, cum salutationibus et respontionibus Persarum, Antwerpen 1544.
- De Turcarum moribus Epitome. Paris 1558.
- Erzelung der Türkischen Keiser, Namen, Empter, Leben, Sitten und Tyranney in irem Reich, daraus zusehen, wie eintrechtig sie bey samen halten, alle die jenigen auszurotten un[d] zudempffen, die sich für gliedmas des Herrn Christi bekennen. Mit einer Vorred Philippi Melanthonis. Wittenberg 1560.
- Pellegrino di Hierusalem. Rom 1554.